# 港島香格里拉酒店
港島香格里拉（英語：Island Shangri-La, Hong Kong），曾用中文名港島香格里拉大酒店，是香格里拉酒店集團屬下的一家五星級豪華酒店。位於香港島金鐘法院道太古廣場。港島香格里拉的姊妹酒店是位於尖沙咀東麼地道上的九龍香格里拉。該酒店於1991年3月1日開張。從2011年起，連續三年獲《商務旅客》雜誌評選為“香港最佳商務酒店”。

## 酒店歷史
港島香格里拉於1991年3月1日開張，是太古廣場的第二期規劃。 太古廣場位於香港島金鐘道88號，包含辦公樓宇、酒店與一個購物中心。港島香格里拉是太古廣場總共三期規劃中的第二期，該項目的第一期規劃於1988年開張，第三期規劃於2004年竣工。酒店共有523間客房，其中包括34間套房。所有客房佔據了太古廣場最高樓（總高213米）的上半部分。酒店還擁有七間餐廳、一個商務中心、一個24小時健身俱樂部、一個面積為645平方米的宴會廳、七間多功能室與一個豪華轎車車隊。大樓的下半部分是名為“太古廣場二座”的辦公樓。
太古廣場裡另有三家豪華酒店，分別是香港JW萬豪酒店、香港港麗酒店和奕居。整個廣場與金鐘站相連。該港鐵站是港鐵系統的一部分，於1979年對外運營，位於香港中央商務區的東部延伸區。港島香格里拉的前副總裁與總經理顧樂嘉認為酒店之所以受到商務旅客的青睞與它的交通便捷性有著直接關係。酒店提供一系列的商務服務，包括機場專車接送，車內備有無線網絡可供使用。

## 設計理念與建造過程

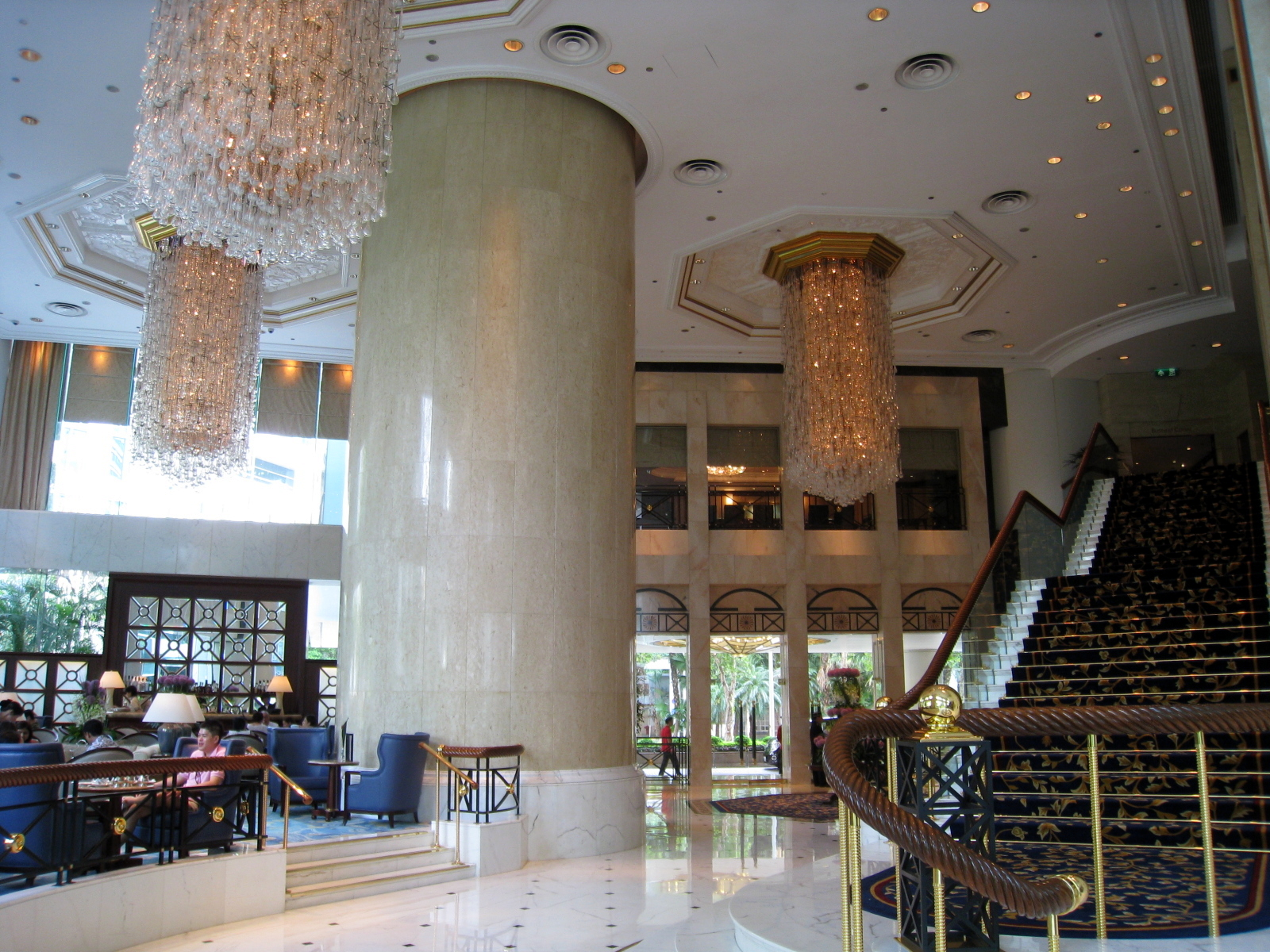
酒店大堂

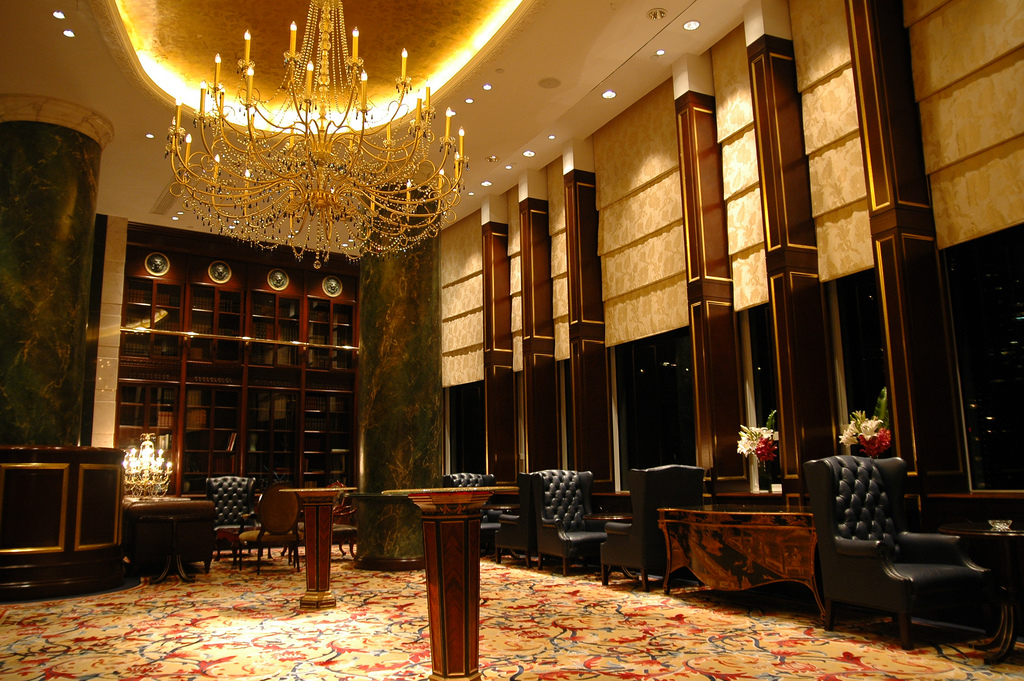
酒店39樓圖書館

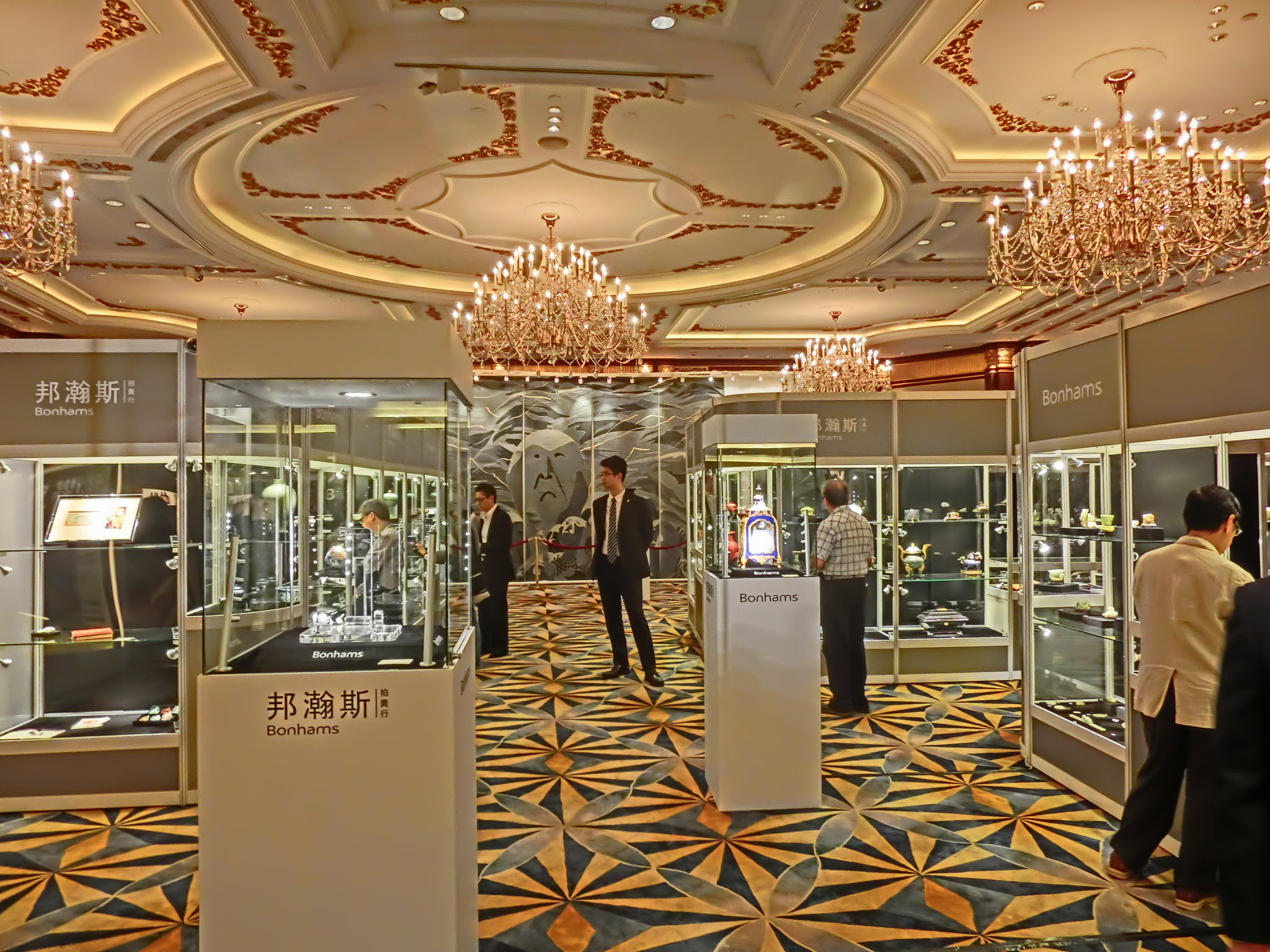
酒店宴會廳

酒店的室內設計由Leese Robertson Freeman Designers公司打造，中庭裡掛有一幅16層樓高的絲綢壁畫《大好河山》，這也是中國最大的室內絲綢壁畫。壁畫由40位來自北京的藝術大師製作完成，懸掛於酒店的41樓至56樓之間，客人可在搭乘酒店的玻璃觀光電梯時觀賞到它。酒店內部共使用了771展威尼斯大吊燈，所有地毯由太平地毯公司製造，該公司在中國與尼泊爾有多家獨立工廠，以出產手工編織的地毯。
酒店離香港公園和纜車站近在咫尺，這意味著住客能在清晨到這個80000平方米的公園進行晨跑和乘坐纜車前往太平山。據前副總裁與總經理顧樂嘉的觀察，這也是酒店受到休閒遊客歡迎的原因之一。

## 酒店特色

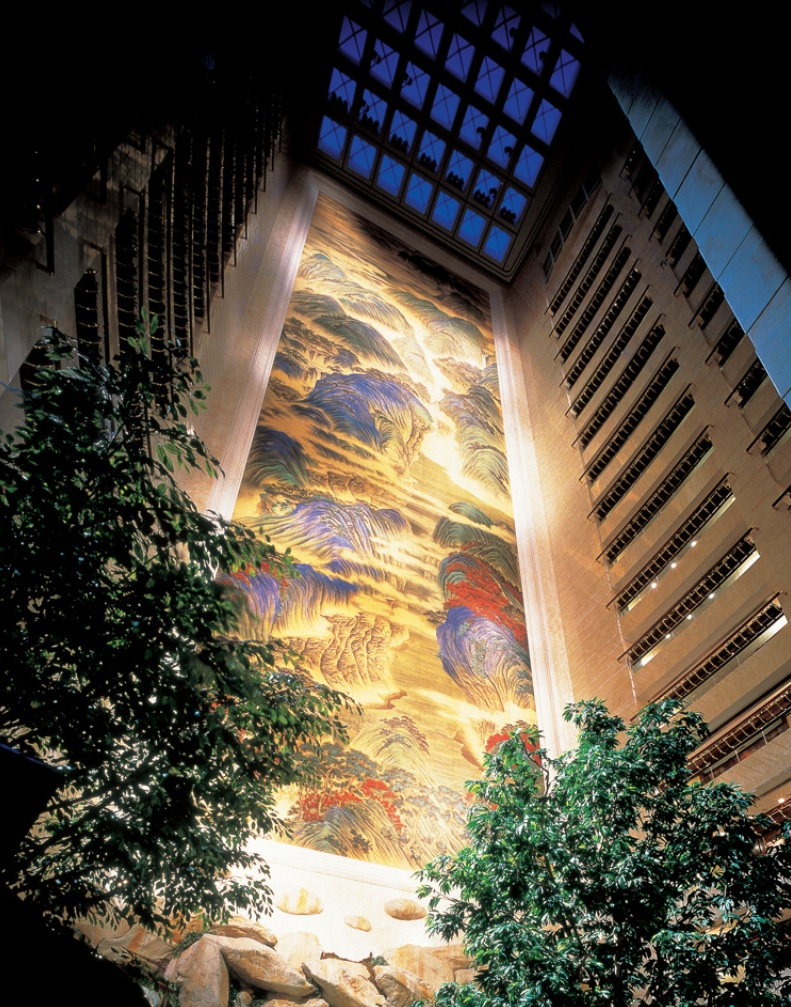
位於酒店41樓至56樓之間巨型山水壁畫《大好河山》

### 藝術收藏
《大好河山》是酒店最重要的藝術收藏品。這幅絲綢壁畫由250幅畫布組成，它的製作共動用了40個藝術家，花費了六個月時間。酒店另收藏超過900件藝術品。
酒店的宴會廳舉行各類藝術拍賣活動，主辦者包括邦翰斯拍賣行等專注亞洲當代藝術的公司。除此之外，酒店也被藝術企業家Dong Myeong Kim選中，舉辦他的“銀行藝術展會”。該展會於2013年5月23日至26日之間在酒店的41樓與42樓舉行，展出了100多位韓國新興藝術家的作品，這也是2013年香港藝術巴塞爾展的一部分。

### 客房與套房
酒店有523間面積為479平方英尺的標準客房，17間880平方英尺的行政套房，一套944平方英尺的海景套房，兩套1416平方英尺的特色套房以及一套2253平方英尺的總統套房。每間客房與套房均配有落地玻璃，分別望向維多利亞港或太平山。所有房間都使用酒店自有品牌的香水。該香水可單獨零售。

### 餐廳
酒店共有7間餐廳。高級餐廳包括榮獲米其林兩星的廣式餐廳夏宮與米其林一星法式餐廳珀翠。這兩家餐廳均在2021年《米其林香港與澳門指南》中榮獲了各自的殊榮。
- cafe TOO咖啡廳 - 自助餐

cafe TOO由日本公司Super Potato設計，於2001年10月開張。cafe Too旨在为自助餐注入全新理念，整个餐厅空间内设置了七个不同的“烹饪剧场”，分別提供不同風格的菜餚。餐廳以這種方式解決了由食客排隊造成的擁擠現象。餐廳提供包括壽司海鮮、中式點心、意大利菜、泰國菜、印度菜與西式菜等各色佳餚。
- 高美食店 - 甜品店

高美食店自1992年開張起便由香格里拉酒店集團的區域糕點師高雅倫掌管一直以來都被認為是業界領頭羊，出產全港頂尖的甜點。，該甜品店曾榮獲“香港國際美食大獎”的銀獎以及“香港美食之最大賞”西式烹調組別的“最佳甜點”殊榮。
- 大堂酒廊 - 國際菜系

大堂酒廊座落於酒店六樓，賓客可從落地玻璃觀賞室外一棵130年樹齡的大榕樹，它的維護花費2400萬港幣。大堂酒廊是享用下午茶的好去處，酒店的爵士五重奏樂隊每晚都會獻上現場音樂表演。
- 龍蝦吧餐廳

龍蝦吧餐廳提供由李志明主廚製作的秘魯油甘魚和法式鱈魚等各色美食。酒店的菜色曾被媒體評論為“帶有噱頭的現代海鮮菜系，菜餚有紮實的經典美食功底，但又提供創意的現代特色”。
- 灘萬 - 日本料理

日本懷石料理專家灘萬成立於1830年的日本大阪，以為皇室與國家領導人提供美食而聲名大噪。灘萬是東京香格里拉大酒店的代表性餐廳。港島香格里拉的灘萬位於酒店7樓，由來自日本鹿兒島市的主廚柳田健二掌勺。柳田健二曾經掌管過日本首相與日本眾議院議員們的家庭餐飲。 2010年，在美國有線電視新聞國際網旅遊頻道CNN Travel的“2010香港最佳美食”榜單上，港島香格里拉與九龍香格里拉的兩家灘萬日本懷石料理餐廳被列為“最佳日式餐廳”。
- 珀翠餐廳 - 法餐

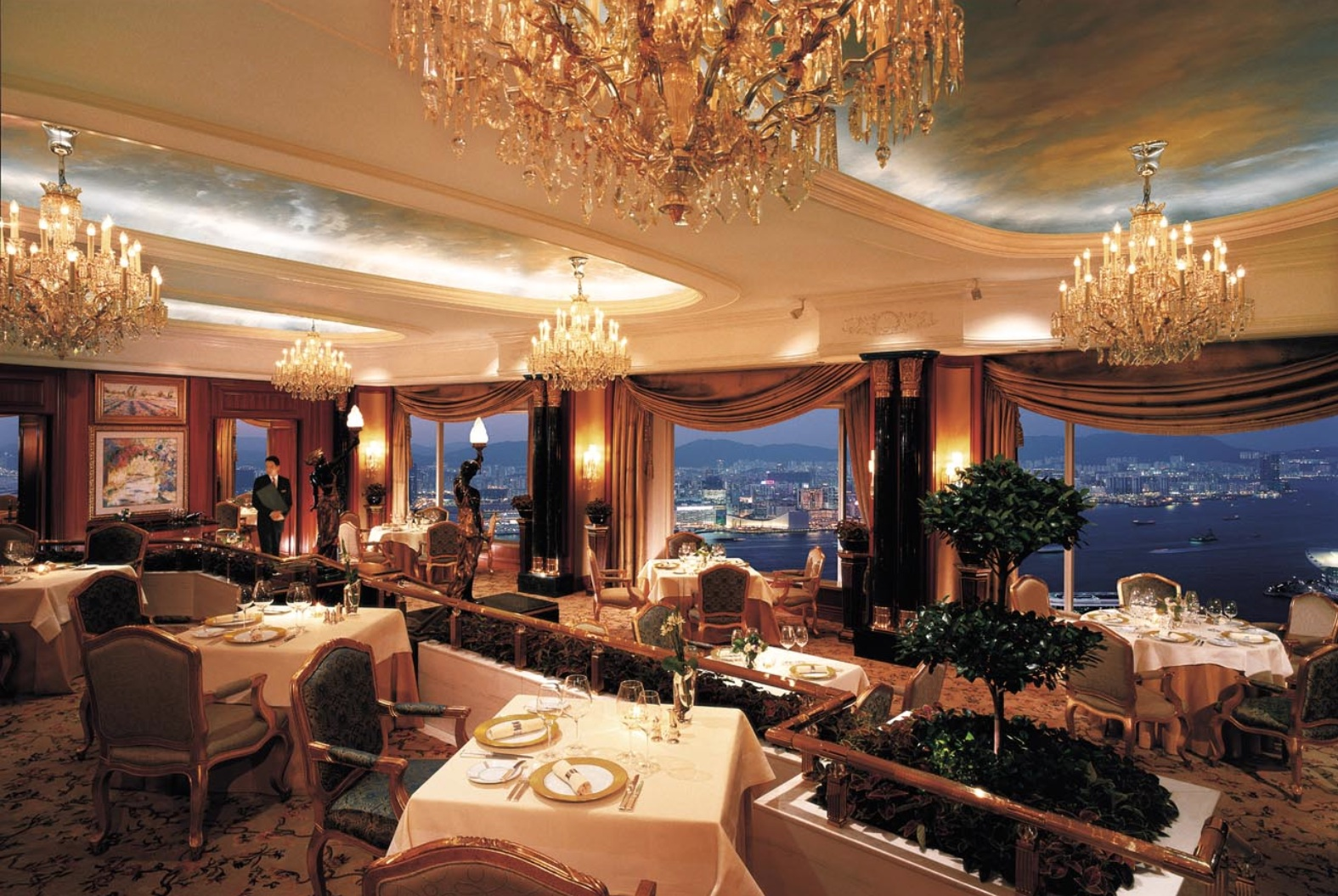
珀翠餐廳

屢獲嘉獎的珀翠餐廳位於酒店的56樓，由主廚施博德領銜。施博德擅長製作傳統法國菜，而非融合菜，他曾與阿蘭·杜卡斯共事，效力於杜卡斯的米其林三星級餐廳路易十五。珀翠餐廳對客人的著裝要求極高，對沒有著外套到來的男性賓客，酒店會提供一件外套掛於他背後的椅背上。餐廳使用來自法國供應商安妮·貝爾坦的有機蔬菜，酒單包含了超過1500個品牌的葡萄酒。酒店通常都有一個豎琴師現場奏樂。
- 夏宮 - 廣式餐廳

夏宮是一家米其林兩星級的廣式餐廳，提供諸如無錫肉排煲、蟹肉粟米羹和脆皮燒腩仔等佳餚，餐廳的北京烤鴨也極受讚譽。夏宮的主廚葉志祥使用從菜場裡購回的新鮮原料，菜式受到中國宮廷菜系的啟發。葉志祥曾經為知名的康奈爾大學酒店管理學院提供餐飲。

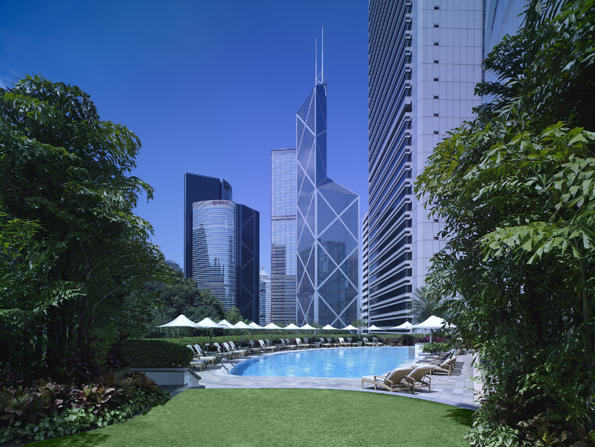
酒店泳池

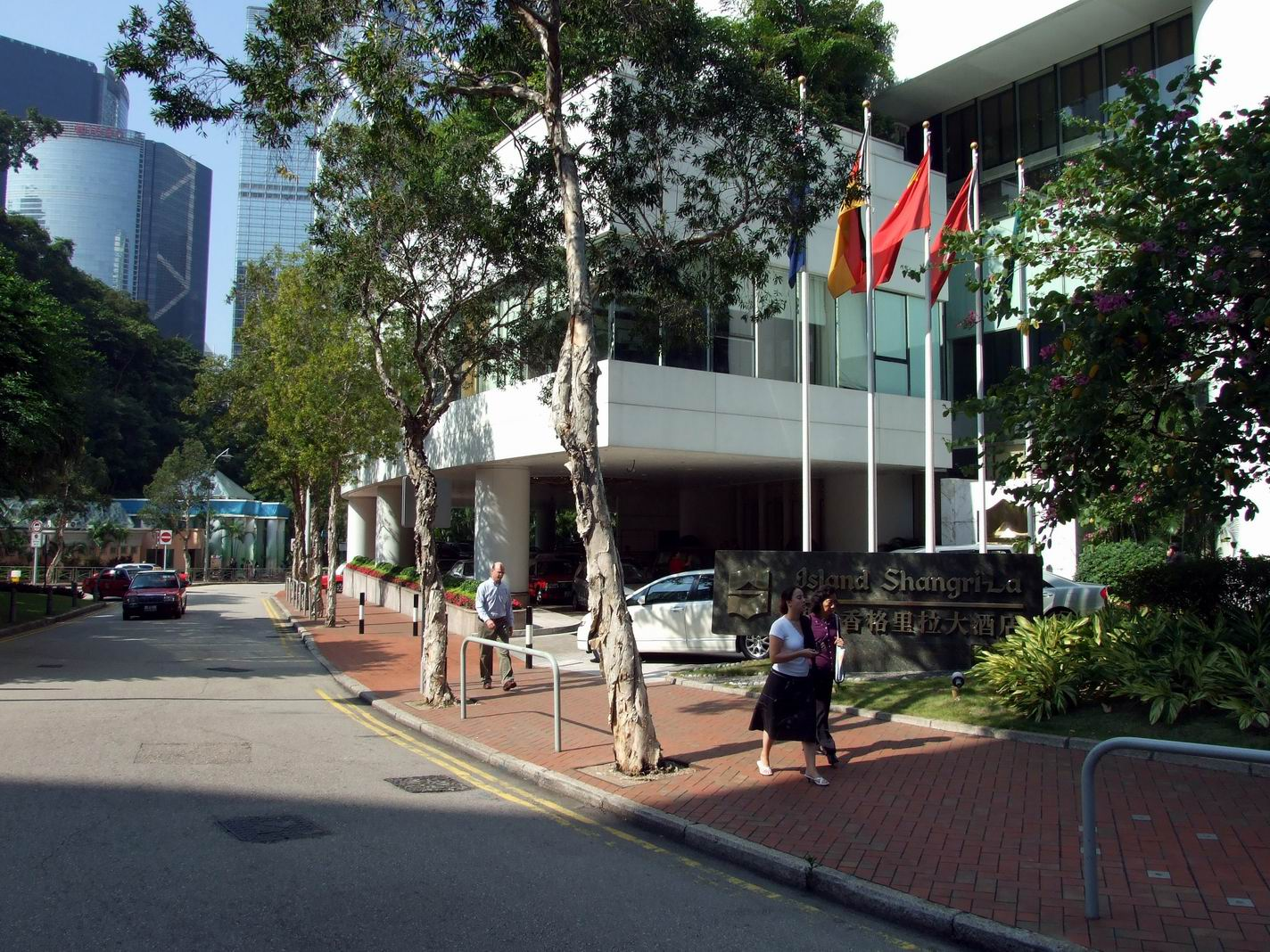
酒店在法院道的入口

### 健身中心
位於酒店八樓的健身中心提供瑜伽與普拉提的循環課程。它提供的理療包括特色魚子醬水晶舒緩療程。健身中心運用歐式理療手法，在水療過程中加入荷荷巴、杏仁、薄荷與迷迭香精油，以達到舒通作用中心擁有五個理療室，其中兩間為女性專用，兩間為情侶專用，一間為男士專用。。

## 獎項殊榮
- 2005至2013年，入選《康泰納仕旅行者》（美國版）“金榜單”
- 榮獲2012至2013年度“TripAdvisor遊客之選”大獎的“中國25佳酒店服務獎”、“中國25佳豪華酒店獎”及“中國25佳酒店獎”[37]
- 截至2012年，被亞太版《商務旅客》連續三年評選為“香港最佳商務酒店”，連續兩年榮登“亞太區最佳商務酒店”。[8][38]
- 2011年12月，被中國版《商務旅客》雜誌評選為“香港最佳商務酒店”。[8][39]
- 2012年，被《康泰納仕旅行者》（美國版）評選為“中國35佳酒店”之一。
- 2007年12月，被《悅旅Travel + Leisure》（中國版）評選為“中國100佳酒店”[40]
- 2003年12月，在《Travel + Leisure》（美國版）的“全球500佳酒店”評選中入圍“亞洲最佳酒店”[41]
- 2012年，榮獲香港環保卓越計劃酒店及俱樂部組別的優異獎
- 2011年，入圍《康泰納仕旅行者》（美國版）“亞洲125佳酒店”

## 媒體評論
加拿大的全國性報紙《國家郵報》將酒店的大堂形容為“一項大發現，一棵130歲的大榕樹壓陣吧台，幾十盞奧地利水晶大吊燈懸掛在頭頂”。
雅虎美國的弗雷迪·謝爾曼於2013年初報導：“作為一個金錢至上的城市（不管是賺錢還是花錢），香港擁有一些世界上最奢侈的酒店。香格里拉的這家酒店『深諳此道』，他們為賺錢的人與花錢的人提供豪華設施與優質服務。”

## 外部連結
- 港島香格里拉官方網頁